# Неготино (Брянская область)
Не́готино — деревня в Жуковском районе Брянской области, в составе Овстугского сельского поселения. 
 Расположена на правом берегу Десны, в 3 км к северу от села Овстуг. Население — 38 человек (2010).

## История
Впервые упоминается в XVIII веке; бывшее владение Вепрейских, Тютчевых и других помещиков. Состояла в приходе села Вщиж.
С 1861 по 1929 год в Овстугской волости Брянского (с 1921 — Бежицкого) уезда; с 1929 в Жуковском районе. 
 До 1930-х гг. являлась центром Неготинского сельсовета, позднее в Овстугском сельсовете.
| Годы      | 1866 | 1926 | 1979 | 1989 | 2002 | 2010 |
| --------- | ---- | ---- | ---- | ---- | ---- | ---- |
| Население | 153  | 199  | 114  | 87   | 62   | 38   |